# Antonio Bermejo
Antonio Bermejo (Chivilcoy, 2 de febrero de 1853 - Buenos Aires, 19 de octubre de 1929) fue un abogado, juez y político argentino de la Unión Cívica Nacional que luego de ser diputado, senador y ministro fue nombrado en 1903 por el presidente Julio Argentino Roca con acuerdo del Senado como miembro de la Corte Suprema de Justicia de la Nación, desempañándose como presidente de la misma desde 1905 hasta su muerte. Con 24 años como presidente de la Corte Suprema, es el funcionario que más tiempo ocupó un cargo máximo en el Estado argentino.

## Biografía
Antonio Bermejo era hijo de Antonio Bermejo (padre), un inmigrante español proveniente de Málaga (Andalucía) que se instaló en Chivilcoy en 1843 llevando a cabo importantes tareas gubernamentales y alquilando una chacra donde se dedicó al cultivo y otras actividades agropecuarias.
Así, su hijo, el futuro juez, se dedicó en su juventud al estudio, en el Colegio Nacional de Buenos Aires, y fue posteriormente profesor de filosofía y matemáticas. Estudió posteriormente en la Universidad de Buenos Aires, donde obtuvo el título de Doctor en Jurisprudencia en 1876. En 1879 fue elegido diputado de la Legislatura de la Ciudad de Buenos Aires. En la década de 1880 se dedicó a ejercer como abogado y profesor de derecho internacional.
En 1891 se produjo su regreso a la política obteniendo una banca en el Senado de la Nación, representando a la provincia de Buenos Aires. Fue candidato a Gobernador de Buenos Aires en 1893. Entre 1895 y 1897 fue Ministro de Justicia e Instrucción Pública. Durante su gestión como ministro fundó la Escuela Industrial, la Escuela de Comercio para mujeres (la cual lleva su nombre), el Museo de Bellas Artes, y presidió la instalación de la Facultad de Filosofía y Letras de la UBA.
Entre 1898 y 1902 fue diputado nacional, siendo designado por el presidente de la Nación Julio Argentino Roca para intervenir como representante argentino en la Conferencia Panamericana realizada en 1901 en México.
El 19 de junio de 1903 es designado ministro de la Corte Suprema de Justicia de la Nación Argentina por el presidente Roca y en 1905 es designado presidente de la misma, cargo que ejerció hasta su muerte.
Falleció en Buenos Aires el 19 de octubre de 1929, a los 76 años. La Escuela N.º 2 de CABA y la lleva su nombre en homenaje: Escuela de Comercio Dr. Antonio Bermejo.